# Yiyang
Pour les articles homonymes, voir Yiyang (homonymie).
Yiyang (chinois simplifié : 益阳市 ; chinois traditionnel : 益陽市 ; pinyin : yìyáng shì) est une ville-préfecture de la province du Hunan en Chine. On y parle le dialecte de Yiyang du groupe de Chang Yi du xiang.

## Subdivisions administratives
La ville-préfecture de Yiyang exerce sa juridiction sur six subdivisions - deux districts, une ville-district et trois xian :
- le district de Heshan - 赫山区, hèshān qū ;
- le district de Ziyang - 资阳区, zīyáng qū ;
- la ville-district de Yuanjiang - 沅江市, yuánjiāng shì ;
- le xian de Nan - 南县, nán xiàn ;
- le xian de Taojiang - 桃江县, táojiāng xiàn ;
- le xian d'Anhua — 安化县, ānhuà xiàn.

## Jumelages
- Namhae (Corée du Sud) depuis 2006
- Petah Tikva (Israël) depuis 2011

## Personnalités de la ville-préfecture
- Ho Feng Shan, surnommé le « Schindler chinois », diplomate de la République de Chine ayant sauvé de nombreux Juifs en Europe pendant la Seconde Guerre mondiale.
- Zeng Yi (zh) (曾毅, zēng yì), chanteur du groupe Phoenix Legend.
- Sheng Keyi (1973-), romancière chinoise.
- Gong Zhichao (1977-), championne olympique de badminton en 2000.